# Замошћ
Замошћ (пољ. Zamość) град је у Пољској у Војводству лублинском. По подацима из 2012. године број становника у месту је био 65 612.

## Становништво
| 2012.  |
| ------ |
| 65.612 |

## Партнерски градови
- Швебиш Хал
- Касино
- Вајмар
- Луцк
- Суми